# Memphis ryphea
Memphis ryphea is een vlinder uit de familie van de Nymphalidae. De wetenschappelijke naam van de soort is, als Papilio ryphea, voor het eerst geldig gepubliceerd in 1776 door Pieter Cramer.

## Andere combinaties
- Fountainea ryphea
- Anaea ryphea

## Synoniemen
- Anaea phidile Geyer, 1837